# Рупник, Жак
Жак Рупник (фр. Jacques Rupnik; 21 ноября 1950, Прага) — французский и чешский политолог и публицист, сотрудник Центра Международных Исследований (CERI) Доктор истории университета Париж I — Сорбонна (1978). Советник президента Чехии Вацлава Гавела. Профессора Института международных отношений (ІFRI, Париж), специалист из Центральной Европы и Балкан.

## Биография
Выпускник Сорбонны и Гарварда.
В 1995—1996 годах — исполнительный директор Международной комиссии по Балканам от Фонда Карнеги.
В 1999—2000 годах — член Независимой Международной комиссии по Косово.
В течение 1990—1992 годов был советником Вацлава Гавела.
В 1992—2003 годах — соредактор международного журнала критической мысли Transeuropéennes.
С 2010 года — член совета гаагского Института исторической справедливости и примирения.
2008—2013 годы — член совета директоров Европейского партнёрства ради демократии (Брюссель).
Автор книг «Другая Европа» («The Other Europe»), «История Коммунистической партии Чехословакии» (чеш. Histoire du Parti communiste tchecoslovaque: Des origines a la prise du pouvoir) и др., а также многочисленных научных статей.

## Награды
- Орден Томаша Гаррига Масарика 3 класса (2002 год, Чехия)[5].
- Памятный знак за личный вклад в развитие трансатлантических отношений Литвы и по случаю приглашения Литовской Республики в НАТО (12 февраля 2003 года, Литва)[6].